# L'Orchestra Italiana
L'Orchestra italiana (meglio conosciuta come Renzo Arbore: L'Orchestra Italiana oppure Renzo Arbore & l'Orchestra Italiana) è un gruppo musicale italiano fondato da Renzo Arbore nel 1991 con lo scopo di rilanciare la musica napoletana nel mondo, riproponendola in modo innovativo e utilizzando contaminazioni provenienti da differenti culture e da vari generi (jazz, swing, blues).

## Storia
La formazione è stata concepita come un' "orchestra da serenata", dove il musicista che non suona si presta per cantare. A tal scopo riunisce 15 musicisti che interpretano con arrangiamenti originali musiche della tradizione napoletana, in particolare canzoni del repertorio di artisti come Roberto Murolo e Renato Carosone, e della musica italiana melodica in genere.
Il successo nazionale e internazionale è immediato ed enorme, con concerti in tutto il mondo e registrazione di album che vendono milioni di copie.
Della formazione della band faceva parte anche Beniamino Esposito (1956-1997) detto anche "il Pirata", per via della sua abitudine di indossare sempre una bandana rossa sulla testa. Chitarrista della prima fila, il 21 agosto 1997 si chiuse nella sua casa al Vomero e si suicidò in quanto già da tempo soffriva di crisi depressive sempre più forti, e temeva di essere malato.
Nel Mese di Giugno 2022 Renzo Arbore dichiara che lascerà l'Orchestra Italiana. I componenti continueranno senza di lui, con il nuovo nome "N.O.I." (acronimo di  "la Nuova Orchestra Italiana") .

## Formazione

### Formazione attuale
- Massimo Volpe: direzione, tastiere, cori
- Barbara Buonaiuto: voce solista, cori
- Gianni Conte: voce solista, cori
- Giordano Esposito:voce, chitarra classica, cori
- Salvatore Esposito: mandolino, cori
- Raffaele La Ragione:  mandolino, cori
- Salvatore Della Vecchia: mandolino, mandola, mandoloncelli, voce cori
- Michele Montefusco: chitarra classica e acustica, cori
- Marco Manusso:  chitarra classica e acustica, voce, cori
- Nicola Cantatore:  chitarra elettrica e acustica, cori
- Massimo Cecchetti: basso, cori
- Giovanni Imparato: percussioni, voce, cori
- Peppe Sannino: percussioni, cori
- Roberto Ciscognetti: batteria

### Ex componenti
- Renzo Arbore: voce solista, chitarra, pianoforte, clarinetto
- Eddy Napoli: voce solista
- Francesca Schiavo: voce solista
- Gegè Telesforo: voce, percussioni, cori
- Gennaro Petrone: mandolino, mandola, mandoloncello, voce, cori
- Claudio Catalli: fisarmonica, cori
- Marcello Coleman: voce solista, chitarra, cori
- Nicola Di Staso: chitarra elettrica e acustica, cori
- Beniamino Esposito: voce solista, chitarra, cori
- Paolo Termini: chitarra classica e acustica, cori
- Arnaldo Vacca: voce, percussioni, cori
- Nunzio Reina: mandolino, cori
- Mariano Caiano: voce solista, chitarra, cori
- Gianluca Pica: fisarmonica, cori

## Discografia
- 1992 - Napoli. Punto e a capo (Fonit Cetra)
- 1993 - Napoli due punti. E a capo (Fonit Cetra)
- 1995 - Napoli: punto esclamativo! Internescional uei! (Fonit Cetra)
- 1996 - Pecchè nun ce ne jammo in America? (Ricordi)
- 1998 - Sud (s) (Ricordi)
- 2006 - Renzo Arbore l'Orchestra Italiana at Carnegie Hall New York (Atlantic)
- 2008 - Diciottanni di... canzoni napoletane (...quelle belle) (Gazebo Giallo/Warner Music Italy)
- 2008 - Vinylarbore - Renzo Arbore - L'Orchestra Italiana (Fonè Records)
- 2014 - ...E pensare che dovevo fare il dentista... (Gazebo Giallo/Sony Music)